# أندي بريغز
أندي بريغز (بالإنجليزية: Andy Briggs)‏ هو كاتب سيناريو بريطاني، ولد في 27 سبتمبر 1972 في ليفربول في المملكة المتحدة.

## وصلات خارجية
- أندي بريغز على موقع IMDb (الإنجليزية)
- أندي بريغز على موقع ألو سيني (الفرنسية)
- أندي بريغز على موقع أول موفي (الإنجليزية)
- أندي بريغز على موقع قاعدة بيانات الفيلم (الإنجليزية)
- أندي بريغز على موقع كينوبويسك (الروسية)